# دریاچه ناترون
دریاچه ناترون (انگلیسی: Lake Natron) یک دریاچه نمکی و قلیایی است که در استان آروشا و در شمال تانزانیا واقع است. این دریاچه نزدیک به مرز کنیا و در کافت گریگوری قرار دارد که شاخه کافت شرق آفریقا است. این دریاچه و حوضه آن جزو مناطق کنوانسیون رامسر در تانزانیا می باشد به همین دلیل از اهمیت ویژه ای برخوردار است.

## مشخصات
این دریاچه از نظر کربنات سدیم بسیار غنی است که از دمای گرم آب که حدود ۶۰ درجه سانتیگراد (۱۴۰ فارنهایت) است به وجود می آید. کربنات سدیم زمانی تشکیل می شود که هیدرات ها در داخل آب گرم می شوند. به همین دلیل، فرآیندی به نام آب‌گیری حرارتی هیدرات‌های کربنات سدیم باعث می‌شود که بیشتر چیزها به سنگ تبدیل شوند.
در کمال تعجب، دانشمندانی که دریاچه را مورد تجزیه و تحلیل قرار دادند، از دیدن چنین غلظت بالایی با آب با pH بالای ۱۰ شگفت زده شدند. نام این دریاچه در دهه ۱۹۹۰ توسط اولین گروه از دانشمندانی که آن را تجزیه و تحلیل کردند، نامگذاری شد. Natron در واقع یک نام علمی برای مخلوط شیمیایی سدیم کربنات دیکاهیدرات Na2CO، 10H2O است.
ایجاد آب بسیار غلیظ این دریاچه صدها و شاید هزاران سال طول کشید تا شکل بگیرد. از آنجایی که رودخانه به هیچ رودخانه یا اقیانوسی نمی ریزد، تمام اسید باران را جذب کرده است.
یکی دیگر از عوامل ایجاد آن یک آتشفشان فعال نزدیک به نام Ol Doinyo Lengai است که اجازه می دهد آب گرم شود تا واکنش شیمیایی ایجاد شود که موجودات زنده را متحجر می کند. همچنین، گدازه های ریخته شده توسط آتشفشان بسیار غنی از کربنات سدیم است، از این رو کربنات سدیم دهیدراته شده جذب می شود.
نکته جالب‌تر در مورد دریاچه، علاوه بر رنگ قرمز آن که به دلیل غلظت زیاد آن شکل گرفته است، رازی پنهان در آن است که دانشمندان هنوز نمی‌توانند آن را درک کنند. در تجزیه و تحلیل دقیق تر دریاچه، گونه خاصی از ماهی در حال شنا در اطراف یافت شد. Alcolapia alcalica ماهی مشخصی است که در دریاچه ناترون کشف شده است و به نوعی می تواند در چنین آب بسیار غلیظی زنده بماند.

## نگارخانه

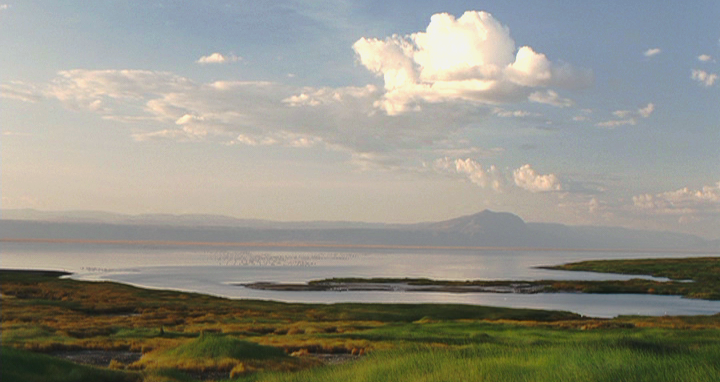
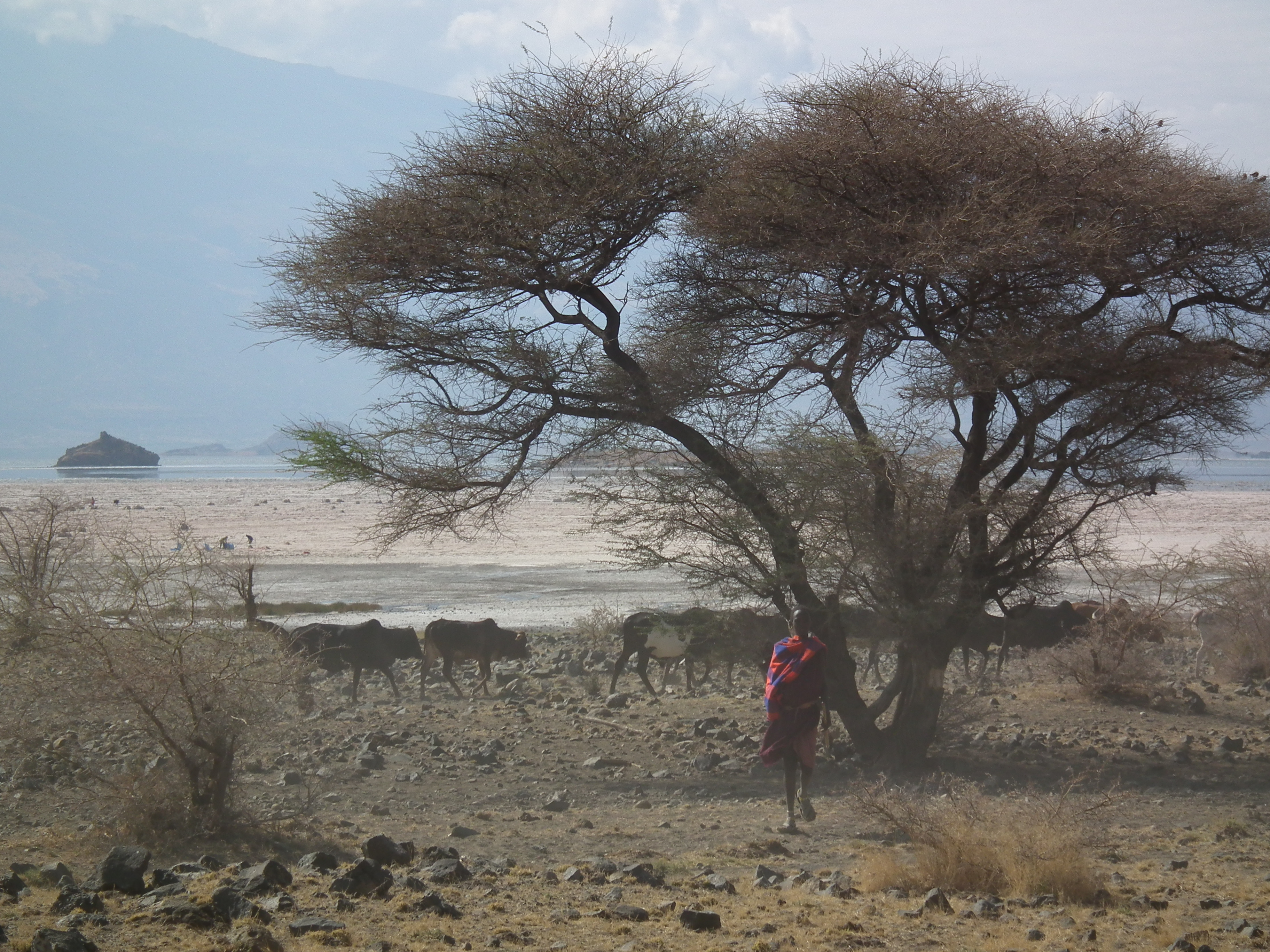
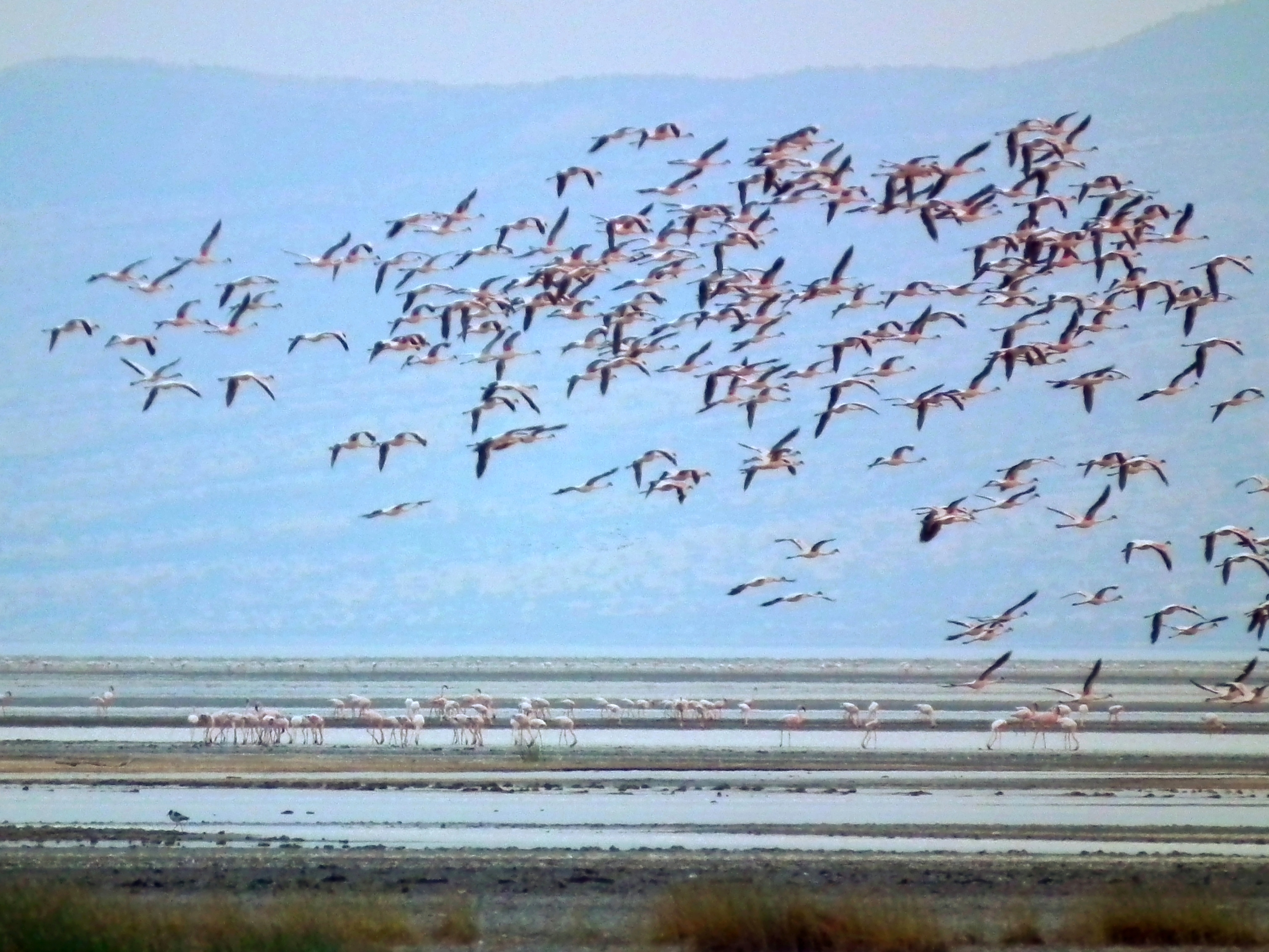
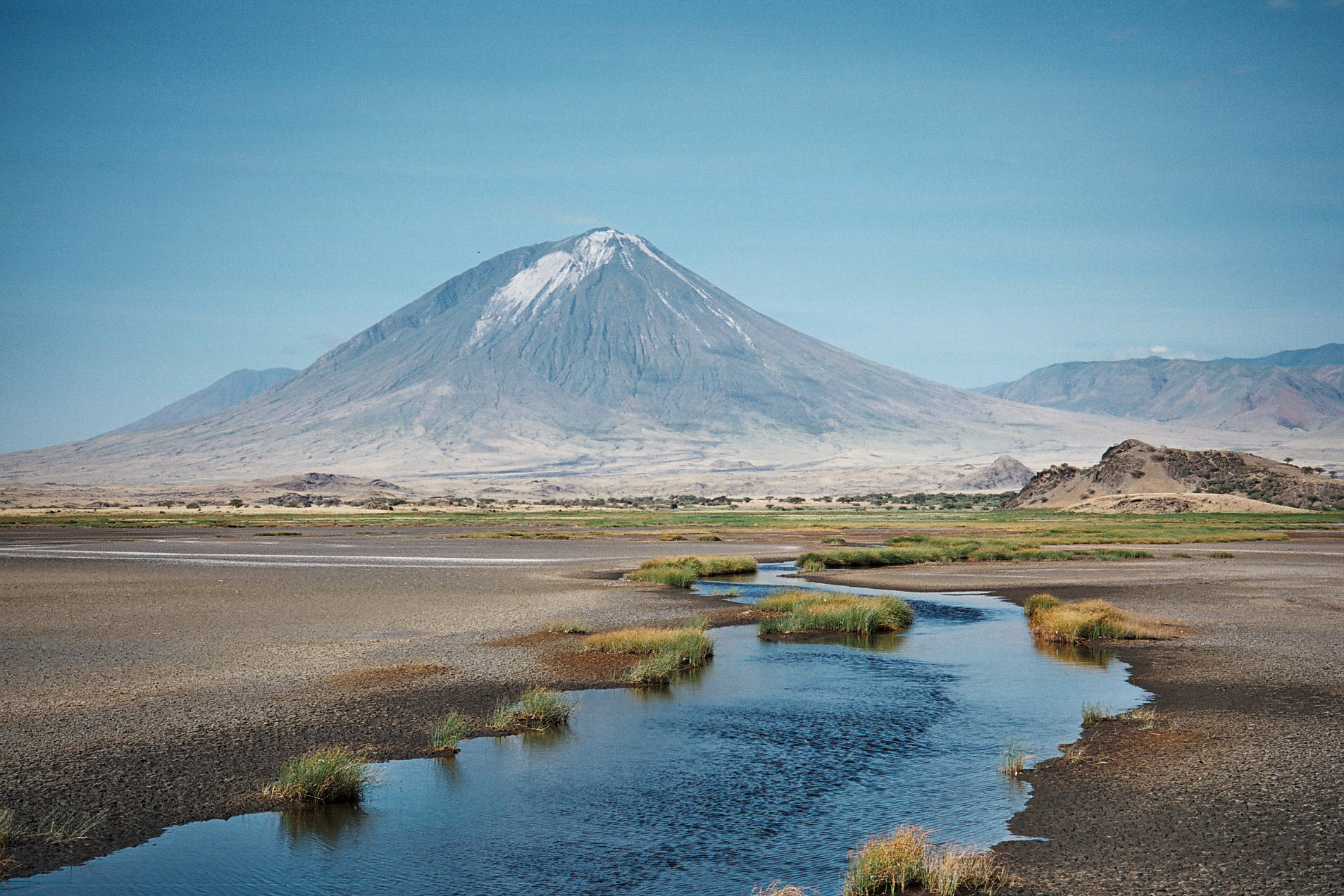
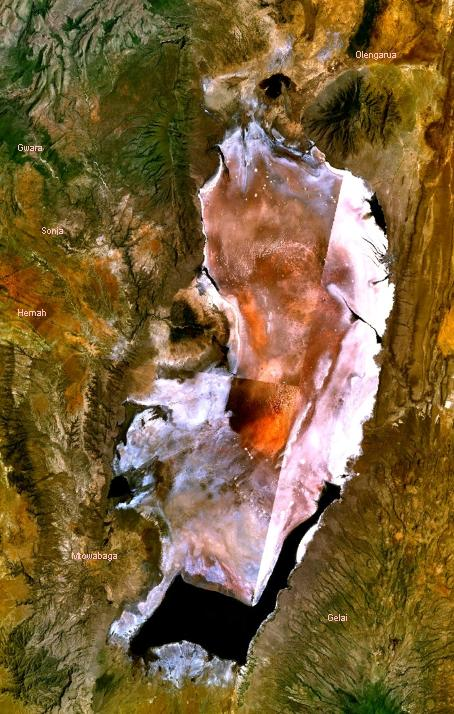
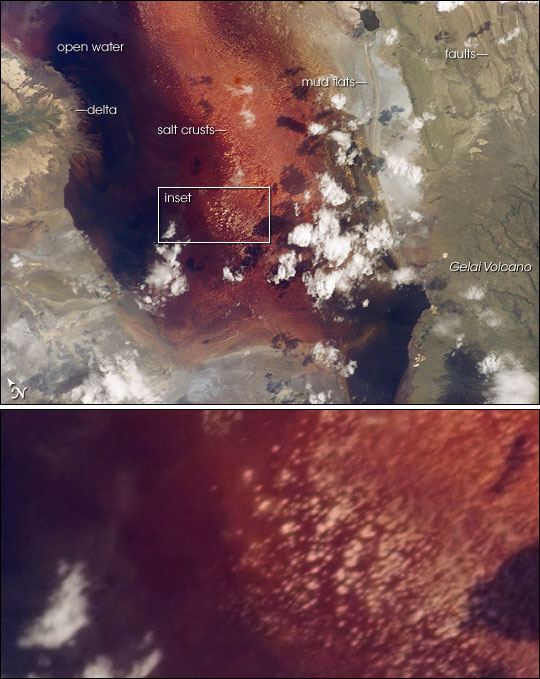